# Tour de Scandinavie féminin 2023
La 2e édition du Tour de Scandinavie féminin a lieu du 23 au 27 août 2021. Elle fait partie de l'UCI World Tour. Cette édition est composée de 5 étapes, allant de Mysen en Norvège à Haderslev au Danemark.
Lorena Wiebes gagne la première étape au sprint. Cecilie Uttrup Ludwig s'impose en haut du Norefjell en devançant notamment Annemiek van Vleuten au sprint. Elle prend la tête du classement général. Wiebes gagne de nouveau au sprint, mais dans un peloton très réduit par une côte dans le final. Le contre-la-montre voit la victoire de Grace Brown. Annemiek van Vleuten s'empare du maillot jaune. Le dernier jour, Cecilie Uttrup Ludwig sort dans le dernier kilomètre et gagne l'étape. Elle est deuxième du classement général pour deux secondes derrière Annemiek van Vleuten. Amber Kraak  complète le podium. Cecilie Uttrup Ludwig remporte le classement par points, Elise Chabbey celui de la montagne, Alena Ivanchenko celui de la meilleure jeune, tandis que Fenix-Deceuninck est la meilleure équipe.

## Parcours
La course doit initialement se dérouler sur 6 étapes, mais la 2e étape, prévue en Suède est annulée pour des raisons financières. 
Le parcours est globalement plat. Seule la deuxième étape, arrivant au sommet à Norefjell, comme l'année précédente, présente de la difficulté.

## Équipes
| UCI Women's WorldTeams (15)- Israel-Premier Tech Roland - Fenix-Deceuninck - Movistar Team - FDJ-Suez - Team Jayco AlUla - Canyon-SRAM Racing - Human Powered Health - SD Worx - Team DSM-Firmenich - Liv Racing TeqFind - EF Education-TIBCO-SVB - Lidl-Trek - Uno-X Pro Cycling Team - Team Jumbo-Visma - UAE Team ADQ Équipes féminines continentales (3)- Coop-Hitec Products - Lifeplus Wahoo - AG Insurance - Soudal Quick-Step Team Équipe nationale- Danemark |
| |

## Étapes
| Étape     | Date    | Villes étapes          | type                        | Distance (km) | Vainqueur d'étape     | Leader du classement général |
| --------- | ------- | ---------------------- | --------------------------- | ------------- | --------------------- | ---------------------------- |
| 1re étape | 23 août | Mysen – Halden         | étape de plaine             | 124,6         | Lorena Wiebes         | Lorena Wiebes                |
| 2e étape  | 24 août | Vikersund – Norefjell  | étape de montagne           | 150,5         | Cecilie Uttrup Ludwig | Cecilie Uttrup Ludwig        |
| 3e étape  | 25 août | Kongsberg – Larvik     | étape vallonnée             | 134,9         | Lorena Wiebes         | Cecilie Uttrup Ludwig        |
| 4e étape  | 26 août | Herning – Herning      | contre-la-montre individuel | 16,5          | Grace Brown           | Annemiek van Vleuten         |
| 5e étape  | 27 août | Middelfart – Haderslev | étape de plaine             | 143,9         | Cecilie Uttrup Ludwig | Annemiek van Vleuten         |

## Favorites
Tenante du titre, Cecilie Uttrup Ludwig fait figure de favorite, quelques jours après sa médaille de bronze au championnat du monde. Sa principale concurrente est Annemiek van Vleuten, qui participe ici à l'une des dernières courses de sa carrière.

## Déroulement de la course

### 1reétape
Liane Lippert et Cecilie Uttrup Ludwig parviennent à s'échapper dans l'ascension de Fredriksten, dans le dernier tour de circuit de l'étape. Alors que le duo est sur le point d'être repris, la coureuse danoise insiste et parcourt les quatre derniers kilomètres seule en tête, quelques secondes devant le peloton. Elle est finalement reprise sur la ligne par les deux plus rapides sprinteuses : Elisa Balsamo et Lorena Wiebes. Cette dernière remporte l'étape.
| \| Classement de l'étape \| Classement de l'étape \| Classement de l'étape \| Classement de l'étape \| Classement de l'étape \| \| Coureur \| Coureur \| Pays \| Équipe \| Temps \| \| --------------------- \| ------------------------ \| --------------------- \| --------------------- \| --------------------- \| \| 1re \| Lorena Wiebes \| Pays-Bas \| SD Worx \| 3 h 19 min 18 s \| \| 2e \| Elisa Balsamo \| Italie \| Lidl-Trek \| + 0 s \| \| 3e \| Cecilie Uttrup Ludwig \| Danemark \| FDJ-Suez \| + 0 s \| \| 4e \| Soraya Paladin \| Italie \| Canyon-SRAM Racing \| + 0 s \| \| 5e \| Megan Jastrab \| États-Unis \| Team dsm-firmenich \| + 0 s \| \| 6e \| Ingvild Gåskjenn \| Norvège \| Team Jayco AlUla \| + 0 s \| \| 7e \| Marta Jaskulska \| Pologne \| Liv Racing TeqFind \| + 0 s \| \| 8e \| Agnieszka Skalniak-Sójka \| Pologne \| Canyon-SRAM Racing \| + 0 s \| \| 9e \| Elise Chabbey \| Suisse \| Canyon-SRAM Racing \| + 0 s \| \| 10e \| Greta Marturano \| Italie \| Fenix-Deceuninck \| + 0 s \| |                          |            |                    |                 |
| |                          |            |                    |                 |
| Source : ProCyclingStats |                          |            |                    |                 |
| Classement de l'étape |                          |            |                    |                 |
| Coureur | Coureur                  | Pays       | Équipe             | Temps           |
| 1re | Lorena Wiebes            | Pays-Bas   | SD Worx            | 3 h 19 min 18 s |
| 2e | Elisa Balsamo            | Italie     | Lidl-Trek          | + 0 s           |
| 3e | Cecilie Uttrup Ludwig    | Danemark   | FDJ-Suez           | + 0 s           |
| 4e | Soraya Paladin           | Italie     | Canyon-SRAM Racing | + 0 s           |
| 5e | Megan Jastrab            | États-Unis | Team dsm-firmenich | + 0 s           |
| 6e | Ingvild Gåskjenn         | Norvège    | Team Jayco AlUla   | + 0 s           |
| 7e | Marta Jaskulska          | Pologne    | Liv Racing TeqFind | + 0 s           |
| 8e | Agnieszka Skalniak-Sójka | Pologne    | Canyon-SRAM Racing | + 0 s           |
| 9e | Elise Chabbey            | Suisse     | Canyon-SRAM Racing | + 0 s           |
| 10e | Greta Marturano          | Italie     | Fenix-Deceuninck   | + 0 s           |

| \| Classement général \| Classement général \| Classement général \| Classement général \| Classement général \| \| Coureur \| Coureur \| Pays \| Équipe \| Temps \| \| ------------------ \| ------------------------ \| ------------------ \| ------------------ \| ------------------ \| \| 1re \| Lorena Wiebes \| Pays-Bas \| SD Worx \| 3 h 19 min 08 s \| \| 2e \| Elisa Balsamo \| Italie \| Lidl-Trek \| + 4 s \| \| 3e \| Cecilie Uttrup Ludwig \| Danemark \| FDJ-Suez \| + 6 s \| \| 4e \| Soraya Paladin \| Italie \| Canyon-SRAM Racing \| + 10 s \| \| 5e \| Megan Jastrab \| États-Unis \| Team dsm-firmenich \| + 10 s \| \| 6e \| Ingvild Gåskjenn \| Norvège \| Team Jayco AlUla \| + 10 s \| \| 7e \| Marta Jaskulska \| Pologne \| Liv Racing TeqFind \| + 10 s \| \| 8e \| Agnieszka Skalniak-Sójka \| Pologne \| Canyon-SRAM Racing \| + 10 s \| \| 9e \| Elise Chabbey \| Suisse \| Canyon-SRAM Racing \| + 10 s \| \| 10e \| Greta Marturano \| Italie \| Fenix-Deceuninck \| + 10 s \| |                          |            |                    |                 |
| |                          |            |                    |                 |
| Source : ProCyclingStats |                          |            |                    |                 |
| Classement général |                          |            |                    |                 |
| Coureur | Coureur                  | Pays       | Équipe             | Temps           |
| 1re | Lorena Wiebes            | Pays-Bas   | SD Worx            | 3 h 19 min 08 s |
| 2e | Elisa Balsamo            | Italie     | Lidl-Trek          | + 4 s           |
| 3e | Cecilie Uttrup Ludwig    | Danemark   | FDJ-Suez           | + 6 s           |
| 4e | Soraya Paladin           | Italie     | Canyon-SRAM Racing | + 10 s          |
| 5e | Megan Jastrab            | États-Unis | Team dsm-firmenich | + 10 s          |
| 6e | Ingvild Gåskjenn         | Norvège    | Team Jayco AlUla   | + 10 s          |
| 7e | Marta Jaskulska          | Pologne    | Liv Racing TeqFind | + 10 s          |
| 8e | Agnieszka Skalniak-Sójka | Pologne    | Canyon-SRAM Racing | + 10 s          |
| 9e | Elise Chabbey            | Suisse     | Canyon-SRAM Racing | + 10 s          |
| 10e | Greta Marturano          | Italie     | Fenix-Deceuninck   | + 10 s          |

### 2eétape
Mia Rützou est la première échappée. Elle est rejointe par Rebecca Koerner et Tiril Jørgensen. Elles sont reprises à la mi-course. Yara Kastelijn et Lauretta Hanson sont ensuite brièvement échappées. Dans l'ascension finale de l'étape, un groupe de quatre coureuses, composé d'Annemiek van Vleuten, Cecilie Uttrup Ludwig, Greta Marturano et Kim Cadzow parvient à prendre de l'avance sur le peloton des favorites. Celles-ci se disputent la victoire au sprint et Uttrup Ludwig se montre la plus rapide en s'imposant à Norefjell, comme l'an passé.
| \| Classement de l'étape \| Classement de l'étape \| Classement de l'étape \| Classement de l'étape \| Classement de l'étape \| \| Coureur \| Coureur \| Pays \| Équipe \| Temps \| \| --------------------- \| --------------------- \| --------------------- \| ------------------------------ \| --------------------- \| \| 1re \| Cecilie Uttrup Ludwig \| Danemark \| FDJ-Suez \| 3 h 50 min 28 s \| \| 2e \| Annemiek van Vleuten \| Pays-Bas \| Movistar Team \| + 0 s \| \| 3e \| Kim Cadzow \| Nouvelle-Zélande \| Team Jumbo-Visma \| + 2 s \| \| 4e \| Greta Marturano \| Italie \| Fenix-Deceuninck \| + 3 s \| \| 5e \| Liane Lippert \| Allemagne \| Movistar Team \| + 23 s \| \| 6e \| Ane Santesteban \| Espagne \| Team Jayco AlUla \| + 31 s \| \| 7e \| Olivia Baril \| Canada \| UAE Team ADQ \| + 31 s \| \| 8e \| Amber Kraak \| Pays-Bas \| Team Jumbo-Visma \| + 31 s \| \| 9e \| Ashleigh Moolman \| Afrique du Sud \| AG Insurance-Soudal Quick-Step \| + 31 s \| \| 10e \| Elise Chabbey \| Suisse \| Canyon-SRAM Racing \| + 31 s \| |                       |                  |                                |                 |
| |                       |                  |                                |                 |
| Source : ProCyclingStats |                       |                  |                                |                 |
| Classement de l'étape |                       |                  |                                |                 |
| Coureur | Coureur               | Pays             | Équipe                         | Temps           |
| 1re | Cecilie Uttrup Ludwig | Danemark         | FDJ-Suez                       | 3 h 50 min 28 s |
| 2e | Annemiek van Vleuten  | Pays-Bas         | Movistar Team                  | + 0 s           |
| 3e | Kim Cadzow            | Nouvelle-Zélande | Team Jumbo-Visma               | + 2 s           |
| 4e | Greta Marturano       | Italie           | Fenix-Deceuninck               | + 3 s           |
| 5e | Liane Lippert         | Allemagne        | Movistar Team                  | + 23 s          |
| 6e | Ane Santesteban       | Espagne          | Team Jayco AlUla               | + 31 s          |
| 7e | Olivia Baril          | Canada           | UAE Team ADQ                   | + 31 s          |
| 8e | Amber Kraak           | Pays-Bas         | Team Jumbo-Visma               | + 31 s          |
| 9e | Ashleigh Moolman      | Afrique du Sud   | AG Insurance-Soudal Quick-Step | + 31 s          |
| 10e | Elise Chabbey         | Suisse           | Canyon-SRAM Racing             | + 31 s          |

| \| Classement général \| Classement général \| Classement général \| Classement général \| Classement général \| \| Coureur \| Coureur \| Pays \| Équipe \| Temps \| \| ------------------ \| --------------------- \| ------------------ \| ------------------------------ \| ------------------ \| \| 1re \| Cecilie Uttrup Ludwig \| Danemark \| FDJ-Suez \| 7 h 09 min 32 s \| \| 2e \| Annemiek van Vleuten \| Pays-Bas \| Movistar Team \| + 8 s \| \| 3e \| Greta Marturano \| Italie \| Fenix-Deceuninck \| + 17 s \| \| 4e \| Liane Lippert \| Allemagne \| Movistar Team \| + 37 s \| \| 5e \| Elise Chabbey \| Suisse \| Canyon-SRAM Racing \| + 45 s \| \| 6e \| Amber Kraak \| Pays-Bas \| Team Jumbo-Visma \| + 45 s \| \| 7e \| Ashleigh Moolman \| Afrique du Sud \| AG Insurance-Soudal Quick-Step \| + 45 s \| \| 8e \| Yara Kastelijn \| Pays-Bas \| Fenix-Deceuninck \| + 45 s \| \| 9e \| Olivia Baril \| Canada \| UAE Team ADQ \| + 45 s \| \| 10e \| Niamh Fisher-Black \| Nouvelle-Zélande \| SD Worx \| + 45 s \| |                       |                  |                                |                 |
| |                       |                  |                                |                 |
| Source : ProCyclingStats |                       |                  |                                |                 |
| Classement général |                       |                  |                                |                 |
| Coureur | Coureur               | Pays             | Équipe                         | Temps           |
| 1re | Cecilie Uttrup Ludwig | Danemark         | FDJ-Suez                       | 7 h 09 min 32 s |
| 2e | Annemiek van Vleuten  | Pays-Bas         | Movistar Team                  | + 8 s           |
| 3e | Greta Marturano       | Italie           | Fenix-Deceuninck               | + 17 s          |
| 4e | Liane Lippert         | Allemagne        | Movistar Team                  | + 37 s          |
| 5e | Elise Chabbey         | Suisse           | Canyon-SRAM Racing             | + 45 s          |
| 6e | Amber Kraak           | Pays-Bas         | Team Jumbo-Visma               | + 45 s          |
| 7e | Ashleigh Moolman      | Afrique du Sud   | AG Insurance-Soudal Quick-Step | + 45 s          |
| 8e | Yara Kastelijn        | Pays-Bas         | Fenix-Deceuninck               | + 45 s          |
| 9e | Olivia Baril          | Canada           | UAE Team ADQ                   | + 45 s          |
| 10e | Niamh Fisher-Black    | Nouvelle-Zélande | SD Worx                        | + 45 s          |

### 3eétape
Les premières à sortir sont Marita Jensen et Zoe Bäckstedt. Elles sont rapidement reprises. L'échappée suivante est composée de : Brodie Chapman, Julia Borgström, Ingvild Gåskjenn et Becky Storrie. Un attaque d'Anouska Koster provoque néanmoins un regroupement. À cinquante kilomètres du but, Maud Oudeman et Valerie Demey passent à l'offensive. Nina Kessler et Audrey Cordon-Ragot les rejoignent immédiatement. Van Vleuten et Lippert profitent des difficultés pour mettre le peloton sous pression réduisant ainsi l'écart. À trente kilomètres de la ligne, le peloton se reforme. Carina Schrempf attaque et obtient une avance de plus d'une minute. Elle est reprise aux deux kilomètres. Dans un mur dans le final, Ashleigh Moolman-Pasio place une accélération. Seule huit autres coureuses parviennent à la suivre. Elisa Balsamo chute après avoir touchée la roue de Lorena Wiebes. Cette dernière devance les autres concurrentes dans ce sprint réduit.
| \| Classement de l'étape \| Classement de l'étape \| Classement de l'étape \| Classement de l'étape \| Classement de l'étape \| \| Coureur \| Coureur \| Pays \| Équipe \| Temps \| \| --------------------- \| --------------------- \| --------------------- \| ------------------------------ \| --------------------- \| \| 1re \| Lorena Wiebes \| Pays-Bas \| SD Worx \| 3 h 24 min 26 s \| \| 2e \| Liane Lippert \| Allemagne \| Movistar Team \| + 0 s \| \| 3e \| Cecilie Uttrup Ludwig \| Danemark \| FDJ-Suez \| + 0 s \| \| 4e \| Amber Kraak \| Pays-Bas \| Team Jumbo-Visma \| + 0 s \| \| 5e \| Elise Chabbey \| Suisse \| Canyon-SRAM Racing \| + 0 s \| \| 6e \| Ashleigh Moolman \| Afrique du Sud \| AG Insurance-Soudal Quick-Step \| + 0 s \| \| 7e \| Anouska Koster \| Pays-Bas \| Uno-X Pro Cycling Team \| + 0 s \| \| 8e \| Sofia Bertizzolo \| Italie \| UAE Team ADQ \| + 0 s \| \| 9e \| Megan Jastrab \| États-Unis \| Team dsm-firmenich \| + 0 s \| \| 10e \| Greta Marturano \| Italie \| Fenix-Deceuninck \| + 0 s \| |                       |                |                                |                 |
| |                       |                |                                |                 |
| Source : ProCyclingStats |                       |                |                                |                 |
| Classement de l'étape |                       |                |                                |                 |
| Coureur | Coureur               | Pays           | Équipe                         | Temps           |
| 1re | Lorena Wiebes         | Pays-Bas       | SD Worx                        | 3 h 24 min 26 s |
| 2e | Liane Lippert         | Allemagne      | Movistar Team                  | + 0 s           |
| 3e | Cecilie Uttrup Ludwig | Danemark       | FDJ-Suez                       | + 0 s           |
| 4e | Amber Kraak           | Pays-Bas       | Team Jumbo-Visma               | + 0 s           |
| 5e | Elise Chabbey         | Suisse         | Canyon-SRAM Racing             | + 0 s           |
| 6e | Ashleigh Moolman      | Afrique du Sud | AG Insurance-Soudal Quick-Step | + 0 s           |
| 7e | Anouska Koster        | Pays-Bas       | Uno-X Pro Cycling Team         | + 0 s           |
| 8e | Sofia Bertizzolo      | Italie         | UAE Team ADQ                   | + 0 s           |
| 9e | Megan Jastrab         | États-Unis     | Team dsm-firmenich             | + 0 s           |
| 10e | Greta Marturano       | Italie         | Fenix-Deceuninck               | + 0 s           |

| \| Classement général \| Classement général \| Classement général \| Classement général \| Classement général \| \| Coureur \| Coureur \| Pays \| Équipe \| Temps \| \| ------------------ \| --------------------- \| ------------------ \| ------------------------------ \| ------------------ \| \| 1re \| Cecilie Uttrup Ludwig \| Danemark \| FDJ-Suez \| 10 h 33 min 54 s \| \| 2e \| Annemiek van Vleuten \| Pays-Bas \| Movistar Team \| + 12 s \| \| 3e \| Greta Marturano \| Italie \| Fenix-Deceuninck \| + 21 s \| \| 4e \| Liane Lippert \| Allemagne \| Movistar Team \| + 35 s \| \| 5e \| Amber Kraak \| Pays-Bas \| Team Jumbo-Visma \| + 49 s \| \| 6e \| Elise Chabbey \| Suisse \| Canyon-SRAM Racing \| + 49 s \| \| 7e \| Ashleigh Moolman \| Afrique du Sud \| AG Insurance-Soudal Quick-Step \| + 49 s \| \| 8e \| Olivia Baril \| Canada \| UAE Team ADQ \| + 49 s \| \| 9e \| Ricarda Bauernfeind \| Allemagne \| Canyon-SRAM Racing \| + 49 s \| \| 10e \| Yara Kastelijn \| Pays-Bas \| Fenix-Deceuninck \| + 54 s \| |                       |                |                                |                  |
| |                       |                |                                |                  |
| Source : ProCyclingStats |                       |                |                                |                  |
| Classement général |                       |                |                                |                  |
| Coureur | Coureur               | Pays           | Équipe                         | Temps            |
| 1re | Cecilie Uttrup Ludwig | Danemark       | FDJ-Suez                       | 10 h 33 min 54 s |
| 2e | Annemiek van Vleuten  | Pays-Bas       | Movistar Team                  | + 12 s           |
| 3e | Greta Marturano       | Italie         | Fenix-Deceuninck               | + 21 s           |
| 4e | Liane Lippert         | Allemagne      | Movistar Team                  | + 35 s           |
| 5e | Amber Kraak           | Pays-Bas       | Team Jumbo-Visma               | + 49 s           |
| 6e | Elise Chabbey         | Suisse         | Canyon-SRAM Racing             | + 49 s           |
| 7e | Ashleigh Moolman      | Afrique du Sud | AG Insurance-Soudal Quick-Step | + 49 s           |
| 8e | Olivia Baril          | Canada         | UAE Team ADQ                   | + 49 s           |
| 9e | Ricarda Bauernfeind   | Allemagne      | Canyon-SRAM Racing             | + 49 s           |
| 10e | Yara Kastelijn        | Pays-Bas       | Fenix-Deceuninck               | + 54 s           |

### 4eétape
Grace Brown remporte le contre-la-montre. Annemiek van Vleuten est troisième et prend la tête du classement général pour dix-sept secondes à Cecilie Uttrup Ludwig.
| \| Classement de l'étape \| Classement de l'étape \| Classement de l'étape \| Classement de l'étape \| Classement de l'étape \| \| Coureur \| Coureur \| Pays \| Équipe \| Temps \| \| --------------------- \| --------------------- \| --------------------- \| ------------------------------ \| --------------------- \| \| 1re \| Grace Brown \| Australie \| FDJ-Suez \| 20 min 36 s \| \| 2e \| Amber Kraak \| Pays-Bas \| Team Jumbo-Visma \| + 19 s \| \| 3e \| Annemiek van Vleuten \| Pays-Bas \| Movistar Team \| + 23 s \| \| 4e \| Lauretta Hanson \| Australie \| Lidl-Trek \| + 31 s \| \| 5e \| Maaike Boogaard \| Pays-Bas \| AG Insurance-Soudal Quick-Step \| + 39 s \| \| 6e \| Franziska Koch \| Allemagne \| Team dsm-firmenich \| + 39 s \| \| 7e \| Zoe Bäckstedt \| Royaume-Uni \| EF Education-TIBCO-SVB \| + 40 s \| \| 8e \| Kim Cadzow \| Nouvelle-Zélande \| Team Jumbo-Visma \| + 42 s \| \| 9e \| Audrey Cordon-Ragot \| France \| Human Powered Health \| + 45 s \| \| 10e \| Brodie Chapman \| Australie \| Lidl-Trek \| + 46 s \| |                      |                  |                                |             |
| |                      |                  |                                |             |
| Source : ProCyclingStats |                      |                  |                                |             |
| Classement de l'étape |                      |                  |                                |             |
| Coureur | Coureur              | Pays             | Équipe                         | Temps       |
| 1re | Grace Brown          | Australie        | FDJ-Suez                       | 20 min 36 s |
| 2e | Amber Kraak          | Pays-Bas         | Team Jumbo-Visma               | + 19 s      |
| 3e | Annemiek van Vleuten | Pays-Bas         | Movistar Team                  | + 23 s      |
| 4e | Lauretta Hanson      | Australie        | Lidl-Trek                      | + 31 s      |
| 5e | Maaike Boogaard      | Pays-Bas         | AG Insurance-Soudal Quick-Step | + 39 s      |
| 6e | Franziska Koch       | Allemagne        | Team dsm-firmenich             | + 39 s      |
| 7e | Zoe Bäckstedt        | Royaume-Uni      | EF Education-TIBCO-SVB         | + 40 s      |
| 8e | Kim Cadzow           | Nouvelle-Zélande | Team Jumbo-Visma               | + 42 s      |
| 9e | Audrey Cordon-Ragot  | France           | Human Powered Health           | + 45 s      |
| 10e | Brodie Chapman       | Australie        | Lidl-Trek                      | + 46 s      |

| \| Classement général \| Classement général \| Classement général \| Classement général \| Classement général \| \| Coureur \| Coureur \| Pays \| Équipe \| Temps \| \| ------------------ \| --------------------- \| ------------------ \| ------------------ \| ------------------ \| \| 1re \| Annemiek van Vleuten \| Pays-Bas \| Movistar Team \| 10 h 55 min 05 s \| \| 2e \| Cecilie Uttrup Ludwig \| Danemark \| FDJ-Suez \| + 17 s \| \| 3e \| Amber Kraak \| Pays-Bas \| Team Jumbo-Visma \| + 33 s \| \| 4e \| Liane Lippert \| Allemagne \| Movistar Team \| + 51 s \| \| 5e \| Grace Brown \| Australie \| FDJ-Suez \| + 54 s \| \| 6e \| Olivia Baril \| Canada \| UAE Team ADQ \| + 1 min 06 s \| \| 7e \| Ricarda Bauernfeind \| Allemagne \| Canyon-SRAM Racing \| + 1 min 16 s \| \| 8e \| Greta Marturano \| Italie \| Fenix-Deceuninck \| + 1 min 17 s \| \| 9e \| Alena Ivanchenko \| Russie \| UAE Team ADQ \| + 1 min 18 s \| \| 10e \| Églantine Rayer \| France \| Team dsm-firmenich \| + 1 min 25 s \| |                       |           |                    |                  |
| |                       |           |                    |                  |
| Source : ProCyclingStats |                       |           |                    |                  |
| Classement général |                       |           |                    |                  |
| Coureur | Coureur               | Pays      | Équipe             | Temps            |
| 1re | Annemiek van Vleuten  | Pays-Bas  | Movistar Team      | 10 h 55 min 05 s |
| 2e | Cecilie Uttrup Ludwig | Danemark  | FDJ-Suez           | + 17 s           |
| 3e | Amber Kraak           | Pays-Bas  | Team Jumbo-Visma   | + 33 s           |
| 4e | Liane Lippert         | Allemagne | Movistar Team      | + 51 s           |
| 5e | Grace Brown           | Australie | FDJ-Suez           | + 54 s           |
| 6e | Olivia Baril          | Canada    | UAE Team ADQ       | + 1 min 06 s     |
| 7e | Ricarda Bauernfeind   | Allemagne | Canyon-SRAM Racing | + 1 min 16 s     |
| 8e | Greta Marturano       | Italie    | Fenix-Deceuninck   | + 1 min 17 s     |
| 9e | Alena Ivanchenko      | Russie    | UAE Team ADQ       | + 1 min 18 s     |
| 10e | Églantine Rayer       | France    | Team dsm-firmenich | + 1 min 25 s     |

### 5eétape
Sigrid Ytterhus Haugset attaque la première, mais sa fugue est de courte durée. À quatre-vingt-neuf kilomètres de la fin, Elena Hartmann et Mia Sofia Rützou  sortent. Elles obtient deux minutes d'avance. Anya Louw les rejoint ensuite, tandis que Mia Sofia Rützou est distancée. Le duo obtient jusqu'à quatre minutes trente d'avance. La météo devient pluvieuse. À vingt-et-un kilomètres de la ligne, une voiture de course provoque la chute des deux échappées. Louw repart mais pas Hartmann. La première est reprise à huit kilomètres de l'arrivée. Dans le dernier kilomètre, Cecilie Uttrup Ludwig sort et n'est plus reprise. Elle a cinq secondes d'avance sur le peloton, avec la bonification, elle reprend quinze secondes au classement général. Cependant, cela ne suffit pas et Annemiek van Vleuten remporte la course.
| \| Classement de l'étape \| Classement de l'étape \| Classement de l'étape \| Classement de l'étape \| Classement de l'étape \| \| Coureur \| Coureur \| Pays \| Équipe \| Temps \| \| --------------------- \| --------------------- \| --------------------- \| -------------------------- \| --------------------- \| \| 1re \| Cecilie Uttrup Ludwig \| Danemark \| FDJ-Suez \| 3 h 35 min 55 s \| \| 2e \| Lorena Wiebes \| Pays-Bas \| SD Worx \| + 5 s \| \| 3e \| Elisa Balsamo \| Italie \| Lidl-Trek \| + 5 s \| \| 4e \| Tamara Dronova \| Russie \| Israel-Premier Tech Roland \| + 5 s \| \| 5e \| Sofia Bertizzolo \| Italie \| UAE Team ADQ \| + 5 s \| \| 6e \| Liane Lippert \| Allemagne \| Movistar Team \| + 5 s \| \| 7e \| Letizia Borghesi \| Italie \| EF Education-TIBCO-SVB \| + 5 s \| \| 8e \| Yara Kastelijn \| Pays-Bas \| Fenix-Deceuninck \| + 5 s \| \| 9e \| Églantine Rayer \| France \| Team dsm-firmenich \| + 5 s \| \| 10e \| Ruby Roseman-Gannon \| Australie \| Team Jayco AlUla \| + 5 s \| |                       |           |                            |                 |
| |                       |           |                            |                 |
| Source : ProCyclingStats |                       |           |                            |                 |
| Classement de l'étape |                       |           |                            |                 |
| Coureur | Coureur               | Pays      | Équipe                     | Temps           |
| 1re | Cecilie Uttrup Ludwig | Danemark  | FDJ-Suez                   | 3 h 35 min 55 s |
| 2e | Lorena Wiebes         | Pays-Bas  | SD Worx                    | + 5 s           |
| 3e | Elisa Balsamo         | Italie    | Lidl-Trek                  | + 5 s           |
| 4e | Tamara Dronova        | Russie    | Israel-Premier Tech Roland | + 5 s           |
| 5e | Sofia Bertizzolo      | Italie    | UAE Team ADQ               | + 5 s           |
| 6e | Liane Lippert         | Allemagne | Movistar Team              | + 5 s           |
| 7e | Letizia Borghesi      | Italie    | EF Education-TIBCO-SVB     | + 5 s           |
| 8e | Yara Kastelijn        | Pays-Bas  | Fenix-Deceuninck           | + 5 s           |
| 9e | Églantine Rayer       | France    | Team dsm-firmenich         | + 5 s           |
| 10e | Ruby Roseman-Gannon   | Australie | Team Jayco AlUla           | + 5 s           |

## Classements finals

### Classement général final
| \| Classement général \| Classement général \| Classement général \| Classement général \| Classement général \| \| Coureuse \| Coureuse \| Pays \| Équipe \| Temps \| \| ------------------ \| --------------------- \| ------------------ \| ------------------ \| ------------------ \| \| 1re \| Annemiek van Vleuten \| Pays-Bas \| Movistar Team \| 14 h 31 min 05 s \| \| 2e \| Cecilie Uttrup Ludwig \| Danemark \| FDJ-Suez \| + 2 s \| \| 3e \| Amber Kraak \| Pays-Bas \| Team Jumbo-Visma \| + 33 s \| \| 4e \| Liane Lippert \| Allemagne \| Movistar Team \| + 51 s \| \| 5e \| Grace Brown \| Australie \| FDJ-Suez \| + 54 s \| \| 6e \| Olivia Baril \| Canada \| UAE Team ADQ \| + 1 min 06 s \| \| 7e \| Ricarda Bauernfeind \| Allemagne \| Canyon-SRAM Racing \| + 1 min 16 s \| \| 8e \| Alena Ivanchenko \| Russie \| UAE Team ADQ \| + 1 min 18 s \| \| 9e \| Églantine Rayer \| France \| Team dsm-firmenich \| + 1 min 25 s \| \| 10e \| Yara Kastelijn \| Pays-Bas \| Fenix-Deceuninck \| + 1 min 40 s \| |                       |           |                    |                  |
| |                       |           |                    |                  |
| Source : ProCyclingStats |                       |           |                    |                  |
| Classement général |                       |           |                    |                  |
| Coureuse | Coureuse              | Pays      | Équipe             | Temps            |
| 1re | Annemiek van Vleuten  | Pays-Bas  | Movistar Team      | 14 h 31 min 05 s |
| 2e | Cecilie Uttrup Ludwig | Danemark  | FDJ-Suez           | + 2 s            |
| 3e | Amber Kraak           | Pays-Bas  | Team Jumbo-Visma   | + 33 s           |
| 4e | Liane Lippert         | Allemagne | Movistar Team      | + 51 s           |
| 5e | Grace Brown           | Australie | FDJ-Suez           | + 54 s           |
| 6e | Olivia Baril          | Canada    | UAE Team ADQ       | + 1 min 06 s     |
| 7e | Ricarda Bauernfeind   | Allemagne | Canyon-SRAM Racing | + 1 min 16 s     |
| 8e | Alena Ivanchenko      | Russie    | UAE Team ADQ       | + 1 min 18 s     |
| 9e | Églantine Rayer       | France    | Team dsm-firmenich | + 1 min 25 s     |
| 10e | Yara Kastelijn        | Pays-Bas  | Fenix-Deceuninck   | + 1 min 40 s     |

### UCI World Tour

#### Points attribués
| Position                  | 1er | 2e  | 3e  | 4e  | 5e  | 6e  | 7e  | 8e  | 9e | 10e | 11e | 12e | 13e | 14e | 15e | 16e à 20e | 21e à 30e | 31e à 40e |  |  |
| Classement général        | 400 | 320 | 260 | 220 | 180 | 140 | 120 | 100 | 80 | 68  | 56  | 48  | 40  | 32  | 28  | 24        | 16        | 8         |  |  |
| Étapes et demi-étapes     | 50  | 40  | 30  | 25  | 20  | 18  | 15  | 10  | 8  | 6   |     |     |     |     |     |           |           |           |  |  |
| Port du maillot de leader | 8   |     |     |     |     |     |     |     |    |     |     |     |     |     |     |           |           |           |  |  |

### Classements annexes
| Classement par points | Classement par points | Classement par points | Classement par points      | Classement par points |
| Coureuse              | Coureuse              | Pays                  | Équipe                     | Points                |
| --------------------- | --------------------- | --------------------- | -------------------------- | --------------------- |
| 1re                   | Cecilie Uttrup Ludwig | Danemark              | FDJ-Suez                   | 22 pts                |
| 2e                    | Lorena Wiebes         | Pays-Bas              | SD Worx                    | 19 pts                |
| 3e                    | Maggie Coles-Lyster   | Canada                | Israel-Premier Tech Roland | 13 pts                |
| 4e                    | Annemiek van Vleuten  | Pays-Bas              | Movistar Team              | 9 pts                 |
| 5e                    | Elisa Balsamo         | Italie                | Lidl-Trek                  | 9 pts                 |
| 6e                    | Teuntje Beekhuis      | Pays-Bas              | Team Jumbo-Visma           | 8 pts                 |
| 7e                    | Amber Kraak           | Pays-Bas              | Team Jumbo-Visma           | 8 pts                 |
| 8e                    | Liane Lippert         | Allemagne             | Movistar Team              | 8 pts                 |
| 9e                    | Grace Brown           | Australie             | FDJ-Suez                   | 7 pts                 |
| 10e                   | Megan Jastrab         | États-Unis            | Team dsm-firmenich         | 7 pts                 |

| Classement par points | Classement par points | Classement par points | Classement par points      | Classement par points |
| Coureuse              | Coureuse              | Pays                  | Équipe                     | Points                |
| --------------------- | --------------------- | --------------------- | -------------------------- | --------------------- |
| 1re                   | Cecilie Uttrup Ludwig | Danemark              | FDJ-Suez                   | 22 pts                |
| 2e                    | Lorena Wiebes         | Pays-Bas              | SD Worx                    | 19 pts                |
| 3e                    | Maggie Coles-Lyster   | Canada                | Israel-Premier Tech Roland | 13 pts                |
| 4e                    | Annemiek van Vleuten  | Pays-Bas              | Movistar Team              | 9 pts                 |
| 5e                    | Elisa Balsamo         | Italie                | Lidl-Trek                  | 9 pts                 |
| 6e                    | Teuntje Beekhuis      | Pays-Bas              | Team Jumbo-Visma           | 8 pts                 |
| 7e                    | Amber Kraak           | Pays-Bas              | Team Jumbo-Visma           | 8 pts                 |
| 8e                    | Liane Lippert         | Allemagne             | Movistar Team              | 8 pts                 |
| 9e                    | Grace Brown           | Australie             | FDJ-Suez                   | 7 pts                 |
| 10e                   | Megan Jastrab         | États-Unis            | Team dsm-firmenich         | 7 pts                 |

| Classement de la montagne | Classement de la montagne | Classement de la montagne | Classement de la montagne      | Classement de la montagne |
| Coureuse                  | Coureuse                  | Pays                      | Équipe                         | Points                    |
| ------------------------- | ------------------------- | ------------------------- | ------------------------------ | ------------------------- |
| 1re                       | Elise Chabbey             | Suisse                    | Canyon-SRAM Racing             | 27 pts                    |
| 2e                        | Cecilie Uttrup Ludwig     | Danemark                  | FDJ-Suez                       | 20 pts                    |
| 3e                        | Olivia Baril              | Canada                    | UAE Team ADQ                   | 11 pts                    |
| 4e                        | Annemiek van Vleuten      | Pays-Bas                  | Movistar Team                  | 10 pts                    |
| 5e                        | Liane Lippert             | Allemagne                 | Movistar Team                  | 10 pts                    |
| 6e                        | Ricarda Bauernfeind       | Allemagne                 | Canyon-SRAM Racing             | 8 pts                     |
| 7e                        | Niamh Fisher-Black        | Nouvelle-Zélande          | SD Worx                        | 8 pts                     |
| 8e                        | Kim Cadzow                | Nouvelle-Zélande          | Team Jumbo-Visma               | 8 pts                     |
| 9e                        | Ashleigh Moolman          | Afrique du Sud            | AG Insurance-Soudal Quick-Step | 5 pts                     |
| 10e                       | Hannah Ludwig             | Allemagne                 | Uno-X Pro Cycling Team         | 5 pts                     |

| Classement de la montagne | Classement de la montagne | Classement de la montagne | Classement de la montagne      | Classement de la montagne |
| Coureuse                  | Coureuse                  | Pays                      | Équipe                         | Points                    |
| ------------------------- | ------------------------- | ------------------------- | ------------------------------ | ------------------------- |
| 1re                       | Elise Chabbey             | Suisse                    | Canyon-SRAM Racing             | 27 pts                    |
| 2e                        | Cecilie Uttrup Ludwig     | Danemark                  | FDJ-Suez                       | 20 pts                    |
| 3e                        | Olivia Baril              | Canada                    | UAE Team ADQ                   | 11 pts                    |
| 4e                        | Annemiek van Vleuten      | Pays-Bas                  | Movistar Team                  | 10 pts                    |
| 5e                        | Liane Lippert             | Allemagne                 | Movistar Team                  | 10 pts                    |
| 6e                        | Ricarda Bauernfeind       | Allemagne                 | Canyon-SRAM Racing             | 8 pts                     |
| 7e                        | Niamh Fisher-Black        | Nouvelle-Zélande          | SD Worx                        | 8 pts                     |
| 8e                        | Kim Cadzow                | Nouvelle-Zélande          | Team Jumbo-Visma               | 8 pts                     |
| 9e                        | Ashleigh Moolman          | Afrique du Sud            | AG Insurance-Soudal Quick-Step | 5 pts                     |
| 10e                       | Hannah Ludwig             | Allemagne                 | Uno-X Pro Cycling Team         | 5 pts                     |

| Classement du meilleur jeune | Classement du meilleur jeune | Classement du meilleur jeune | Classement du meilleur jeune   | Classement du meilleur jeune |
| Coureuse                     | Coureuse                     | Pays                         | Équipe                         | Temps                        |
| ---------------------------- | ---------------------------- | ---------------------------- | ------------------------------ | ---------------------------- |
| 1re                          | Alena Ivanchenko             | Russie                       | UAE Team ADQ                   | 14 h 32 min 23 s             |
| 2e                           | Églantine Rayer              | France                       | Team dsm-firmenich             | + 7 s                        |
| 3e                           | Ella Wyllie                  | Nouvelle-Zélande             | Lifeplus Wahoo                 | + 1 min 45 s                 |
| 4e                           | Caroline Andersson           | Suède                        | Liv Racing TeqFind             | + 1 min 46 s                 |
| 5e                           | Kim Cadzow                   | Nouvelle-Zélande             | Team Jumbo-Visma               | + 2 min 49 s                 |
| 6e                           | Julia Borgström              | Suède                        | AG Insurance-Soudal Quick-Step | + 4 min 42 s                 |
| 7e                           | Maud Oudeman                 | Pays-Bas                     | Team Jumbo-Visma               | + 9 min 29 s                 |
| 8e                           | Silke Smulders               | Pays-Bas                     | Liv Racing TeqFind             | + 12 min 17 s                |
| 9e                           | Megan Jastrab                | États-Unis                   | Team dsm-firmenich             | + 14 min 48 s                |
| 10e                          | Eleonora Gasparrini          | Italie                       | UAE Team ADQ                   | + 17 min 15 s                |

| Classement du meilleur jeune | Classement du meilleur jeune | Classement du meilleur jeune | Classement du meilleur jeune   | Classement du meilleur jeune |
| Coureuse                     | Coureuse                     | Pays                         | Équipe                         | Temps                        |
| ---------------------------- | ---------------------------- | ---------------------------- | ------------------------------ | ---------------------------- |
| 1re                          | Alena Ivanchenko             | Russie                       | UAE Team ADQ                   | 14 h 32 min 23 s             |
| 2e                           | Églantine Rayer              | France                       | Team dsm-firmenich             | + 7 s                        |
| 3e                           | Ella Wyllie                  | Nouvelle-Zélande             | Lifeplus Wahoo                 | + 1 min 45 s                 |
| 4e                           | Caroline Andersson           | Suède                        | Liv Racing TeqFind             | + 1 min 46 s                 |
| 5e                           | Kim Cadzow                   | Nouvelle-Zélande             | Team Jumbo-Visma               | + 2 min 49 s                 |
| 6e                           | Julia Borgström              | Suède                        | AG Insurance-Soudal Quick-Step | + 4 min 42 s                 |
| 7e                           | Maud Oudeman                 | Pays-Bas                     | Team Jumbo-Visma               | + 9 min 29 s                 |
| 8e                           | Silke Smulders               | Pays-Bas                     | Liv Racing TeqFind             | + 12 min 17 s                |
| 9e                           | Megan Jastrab                | États-Unis                   | Team dsm-firmenich             | + 14 min 48 s                |
| 10e                          | Eleonora Gasparrini          | Italie                       | UAE Team ADQ                   | + 17 min 15 s                |

| Classement par équipes | Classement par équipes     | Classement par équipes | Classement par équipes |
| Équipe                 | Équipe                     | Pays                   | Temps                  |
| ---------------------- | -------------------------- | ---------------------- | ---------------------- |
| 1re                    | Fenix-Deceuninck           | Belgique               | 43 h 38 min 20 s       |
| 2e                     | Team DSM-Firmenich         | Pays-Bas               | + 58 s                 |
| 3e                     | Movistar Team              | Espagne                | + 1 min 53 s           |
| 4e                     | UAE Team ADQ               | Émirats arabes unis    | + 1 min 58 s           |
| 5e                     | Israel-Premier Tech Roland | Suisse                 | + 2 min 43 s           |
| 6e                     | Team Jumbo-Visma           | Pays-Bas               | + 5 min 32 s           |
| 7e                     | Canyon-SRAM Racing         | Allemagne              | + 7 min 15 s           |
| 8e                     | FDJ-Suez                   | France                 | + 9 min 13 s           |
| 9e                     | Team Jayco AlUla           | Australie              | + 9 min 39 s           |
| 10e                    | Lidl-Trek                  | États-Unis             | + 11 min 53 s          |

| Classement par équipes | Classement par équipes     | Classement par équipes | Classement par équipes |
| Équipe                 | Équipe                     | Pays                   | Temps                  |
| ---------------------- | -------------------------- | ---------------------- | ---------------------- |
| 1re                    | Fenix-Deceuninck           | Belgique               | 43 h 38 min 20 s       |
| 2e                     | Team DSM-Firmenich         | Pays-Bas               | + 58 s                 |
| 3e                     | Movistar Team              | Espagne                | + 1 min 53 s           |
| 4e                     | UAE Team ADQ               | Émirats arabes unis    | + 1 min 58 s           |
| 5e                     | Israel-Premier Tech Roland | Suisse                 | + 2 min 43 s           |
| 6e                     | Team Jumbo-Visma           | Pays-Bas               | + 5 min 32 s           |
| 7e                     | Canyon-SRAM Racing         | Allemagne              | + 7 min 15 s           |
| 8e                     | FDJ-Suez                   | France                 | + 9 min 13 s           |
| 9e                     | Team Jayco AlUla           | Australie              | + 9 min 39 s           |
| 10e                    | Lidl-Trek                  | États-Unis             | + 11 min 53 s          |

## Évolution des classements
| Étape              |                             | Vainqueur _           | Classement général    | Classement par points | Meilleure grimpeuse   | Meilleure jeune  | Meilleure équipe _ |
| ------------------ | --------------------------- | --------------------- | --------------------- | --------------------- | --------------------- | ---------------- | ------------------ |
| 1re étape          | étape de plaine             | Lorena Wiebes         | Lorena Wiebes         | Lorena Wiebes         | Elise Chabbey         | Megan Jastrab    | Canyon-SRAM Racing |
| 2e étape           | étape de montagne           | Cecilie Uttrup Ludwig | Cecilie Uttrup Ludwig | Cecilie Uttrup Ludwig | Cecilie Uttrup Ludwig | Églantine Rayer  | Fenix-Deceuninck   |
| 3e étape           | étape vallonnée             | Lorena Wiebes         | Cecilie Uttrup Ludwig | Cecilie Uttrup Ludwig | Elise Chabbey         | Églantine Rayer  | Fenix-Deceuninck   |
| 4e étape           | contre-la-montre individuel | Grace Brown           | Annemiek van Vleuten  | Cecilie Uttrup Ludwig | Elise Chabbey         | Alena Ivanchenko | Fenix-Deceuninck   |
| 5e étape           | étape de plaine             | Cecilie Uttrup Ludwig | Annemiek van Vleuten  | Cecilie Uttrup Ludwig | Elise Chabbey         | Alena Ivanchenko | Fenix-Deceuninck   |
| Classements finals | Classements finals          |                       | Annemiek van Vleuten  | Cecilie Uttrup Ludwig | Elise Chabbey         | Alena Ivanchenko | Fenix-Deceuninck   |

## Liste des participantes
| Légende                             | Légende                                                                                                  | Légende                                | Légende                                                                                         |
| ----------------------------------- | --- | -------------------------------------- | ----------------------------------------------------------------------------------------------- |
| Num                                 | Dossard de départ porté par le coureur sur cette Tour de Norvège féminine                                | Pos                                    | Position finale au classement général                                                           |
| Leader du classement général        | Indique le vainqueur du classement général                                                               | Leader du classement par points        | Indique le vainqueur du classement par points                                                   |
| Leader du classement de la montagne | Indique le vainqueur du classement de la montagne                                                        | Leader du classement du meilleur jeune | Indique le vainqueur du classement du meilleur jeune                                            |
|                                     | Indique un maillot de champion national ou mondial, suivi de sa spécialité                               | #                                      | Indique la meilleure équipe                                                                     |
| NP                                  | Indique un coureur qui n'a pas pris le départ d'une étape, suivi du numéro de l'étape où il s'est retiré | AB                                     | Indique un coureur qui n'a pas terminé une étape, suivi du numéro de l'étape où il s'est retiré |
| HD                                  | Indique un coureur qui a terminé une étape hors des délais, suivi du numéro de l'étape                   | DSQ                                    | Indique un coureur qui a été disqualifié de la course, suivi du numéro de l'étape               |
| *                                   | Indique un coureur en lice pour le classement du meilleur jeune (coureurs nés après le )                 |                                        |                                                                                                 |

| FDJ-Suez FST | FDJ-Suez FST                | FDJ-Suez FST |
| ------------ | --------------------------- | ------------ |
| Num          | Coureuse                    | Pos          |
| 1            | Cecilie Uttrup Ludwig (DEN) | 2e           |
| 2            | Eugénie Duval (FRA)         | 61e          |
| 3            | Emilia Fahlin (SWE) (route) | 68e          |
| 4            | Maëlle Grossetête (FRA)     | 52e          |
| 5            | Vittoria Guazzini (ITA)     | AB-3         |
| 6            | Grace Brown (AUS) (chrono)  | 5e           |

| Uno-X Pro Cycling Team UXT | Uno-X Pro Cycling Team UXT    | Uno-X Pro Cycling Team UXT |
| -------------------------- | ----------------------------- | -------------------------- |
| Num                        | Coureuse                      | Pos                        |
| 11                         | Elinor Barker (GBR)           | 48e                        |
| 12                         | Rebecca Koerner (DEN) (route) | 82e                        |
| 13                         | Anouska Koster (NED)          | 23e                        |
| 14                         | Hannah Ludwig (GER)           | 30e                        |
| 15                         | Wilma Olausson (SWE)          | 73e                        |
| 16                         | Amalie Lutro (NOR)            | 78e                        |

| Movistar Team MOV | Movistar Team MOV             | Movistar Team MOV |
| ----------------- | ----------------------------- | ----------------- |
| Num               | Coureuse                      | Pos               |
| 21                | Annemiek van Vleuten (NED)    | 1re               |
| 22                | Katrine Aalerud (NOR)         | AB-2              |
| 23                | Emma Norsgaard (DEN) (chrono) | 43e               |
| 24                | Liane Lippert (GER) (route)   | 4e                |
| 25                | Sarah Gigante (AUS)           | 79e               |
| 26                | Arlenis Sierra (CUB)          | 24e               |

| Team Jumbo-Visma TJV | Team Jumbo-Visma TJV      | Team Jumbo-Visma TJV |
| -------------------- | ------------------------- | -------------------- |
| Num                  | Coureuse                  | Pos                  |
| 31                   | Teuntje Beekhuis (NED)    | 80e                  |
| 32                   | Kim Cadzow (NZL)          | 21e                  |
| 33                   | Amber Kraak (NED)         | 3e                   |
| 34                   | Carlijn Achtereekte (NED) | 71e                  |
| 35                   | Maud Oudeman (NED)        | 41e                  |
| 36                   | Nienke Veenhoven (NED)    | AB-3                 |

| SD Worx SDW | SD Worx SDW                     | SD Worx SDW |
| ----------- | ------------------------------- | ----------- |
| Num         | Coureuse                        | Pos         |
| 41          | Lorena Wiebes (NED) (route)     | 40e         |
| 42          | Barbara Guarischi (ITA)         | 76e         |
| 43          | Christine Majerus (LUX) (route) | 45e         |
| 44          | Femke Markus (NED)              | 74e         |
| 45          | Niamh Fisher-Black (NZL)        | 15e         |
| 46          | Lonneke Uneken (NED)            | 89e         |

| Canyon-SRAM Racing CSR | Canyon-SRAM Racing CSR                  | Canyon-SRAM Racing CSR |
| ---------------------- | --------------------------------------- | ---------------------- |
| Num                    | Coureuse                                | Pos                    |
| 51                     | Ricarda Bauernfeind (GER)               | 7e                     |
| 52                     | Elise Chabbey (SUI)                     | 16e                    |
| 53                     | Agnieszka Skalniak-Sójka (POL) (chrono) | AB-3                   |
| 54                     | Soraya Paladin (ITA)                    | NP-3                   |
| 55                     | Sarah Roy (AUS)                         | 69e                    |
| 56                     | Maike van der Duin (NED)                | 70e                    |

| EF Education-TIBCO-SVB TIB | EF Education-TIBCO-SVB TIB    | EF Education-TIBCO-SVB TIB |
| -------------------------- | ----------------------------- | -------------------------- |
| Num                        | Coureuse                      | Pos                        |
| 61                         | Zoe Bäckstedt (GBR)           | 66e                        |
| 62                         | Femke Beuling (NED)           | 94e                        |
| 63                         | Kristabel Doebel-Hickok (USA) | 55e                        |
| 64                         | Clara Honsinger (USA)         | AB                         |
| 65                         | Letizia Borghesi (ITA)        | 35e                        |
| 66                         | Emma Langley (USA)            | AB-1                       |

| Fenix-Deceuninck FED | Fenix-Deceuninck FED       | Fenix-Deceuninck FED |
| -------------------- | -------------------------- | -------------------- |
| Num                  | Coureuse                   | Pos                  |
| 71                   | Yara Kastelijn (NED)       | 10e                  |
| 72                   | Greta Marturano (ITA)      | AB                   |
| 73                   | Carina Schrempf (AUT)      | 14e                  |
| 75                   | Inge van der Heijden (NED) | 22e                  |
| 76                   | Annemarie Worst (NED)      | AB-2                 |

| Human Powered Health HPW | Human Powered Health HPW  | Human Powered Health HPW |
| ------------------------ | ------------------------- | ------------------------ |
| Num                      | Coureuse                  | Pos                      |
| 81                       | Alice Barnes (GBR)        | 88e                      |
| 82                       | Nina Buysman (NED)        | 31e                      |
| 83                       | Audrey Cordon-Ragot (FRA) | 54e                      |
| 84                       | Barbara Malcotti (ITA)    | 34e                      |
| 85                       | Daria Pikulik (POL)       | 72e                      |
| 86                       | Lily Williams (USA)       | 67e                      |

| Israel-Premier Tech Roland CGS | Israel-Premier Tech Roland CGS   | Israel-Premier Tech Roland CGS |
| ------------------------------ | -------------------------------- | ------------------------------ |
| Num                            | Coureuse                         | Pos                            |
| 91                             | Maggie Coles-Lyster (CAN)        | 63e                            |
| 92                             | Tamara Dronova (route et chrono) | 12e                            |
| 93                             | Nathalie Eklund (SWE)            | AB                             |
| 94                             | Elena Hartmann (SUI) (chrono)    | 44e                            |
| 95                             | Elizabeth Stannard (AUS)         | 46e                            |
| 96                             | Claire Steels (GBR)              | 11e                            |

| Lidl-Trek LTK | Lidl-Trek LTK                | Lidl-Trek LTK |
| ------------- | ---------------------------- | ------------- |
| Num           | Coureuse                     | Pos           |
| 101           | Elisa Balsamo (ITA)          | 49e           |
| 102           | Brodie Chapman (AUS) (route) | 42e           |
| 103           | Lizzie Deignan (GBR)         | 33e           |
| 104           | Lauretta Hanson (AUS)        | 39e           |
| 105           | Ilaria Sanguineti (ITA)      | 75e           |
| 106           | Amanda Spratt (AUS)          | NP-4          |

| Liv Racing TeqFind LIV | Liv Racing TeqFind LIV   | Liv Racing TeqFind LIV |
| ---------------------- | ------------------------ | ---------------------- |
| Num                    | Coureuse                 | Pos                    |
| 111                    | Caroline Andersson (SWE) | 18e                    |
| 112                    | Valerie Demey (BEL)      | 36e                    |
| 113                    | Marta Jaskulska (POL)    | 28e                    |
| 114                    | Tereza Neumanová (CZE)   | 77e                    |
| 115                    | Katia Ragusa (ITA)       | 86e                    |
| 116                    | Silke Smulders (NED)     | 47e                    |

| Team dsm-firmenich DSM | Team dsm-firmenich DSM    | Team dsm-firmenich DSM |
| ---------------------- | ------------------------- | ---------------------- |
| Num                    | Coureuse                  | Pos                    |
| 121                    | Megan Jastrab (USA)       | 51e                    |
| 122                    | Franziska Koch (GER)      | 65e                    |
| 123                    | Esmée Peperkamp (NED)     | 19e                    |
| 124                    | Églantine Rayer (FRA)     | 9e                     |
| 125                    | Becky Storrie (GBR)       | 20e                    |
| 126                    | Anna van der Meiden (NED) | 90e                    |

| Team Jayco AlUla BEX | Team Jayco AlUla BEX        | Team Jayco AlUla BEX |
| -------------------- | --------------------------- | -------------------- |
| Num                  | Coureuse                    | Pos                  |
| 131                  | Ingvild Gåskjenn (NOR)      | 27e                  |
| 132                  | Amber Pate (AUS)            | 50e                  |
| 133                  | Nina Kessler (NED)          | AB                   |
| 134                  | Ruby Roseman-Gannon (AUS)   | 26e                  |
| 135                  | Ane Santesteban (ESP)       | AB                   |
| 136                  | Urška Žigart (SLO) (chrono) | 38e                  |

| UAE Team ADQ UAD | UAE Team ADQ UAD          | UAE Team ADQ UAD |
| ---------------- | ------------------------- | ---------------- |
| Num              | Coureuse                  | Pos              |
| 141              | Alena Amialiusik (BLR)    | 29e              |
| 142              | Olivia Baril (CAN)        | 6e               |
| 143              | Sofia Bertizzolo (ITA)    | 53e              |
| 144              | Eugenia Bujak (SLO)       | NP-4             |
| 145              | Eleonora Gasparrini (ITA) | 56e              |
| 146              | Alena Ivanchenko (RUS)    | 8e               |

| AG Insurance-Soudal Quick-Step AGS | AG Insurance-Soudal Quick-Step AGS | AG Insurance-Soudal Quick-Step AGS |
| ---------------------------------- | ---------------------------------- | ---------------------------------- |
| Num                                | Coureuse                           | Pos                                |
| 151                                | Maaike Boogaard (NED)              | 57e                                |
| 152                                | Julia Borgström (SWE)              | 25e                                |
| 153                                | Ashleigh Moolman (RSA)             | 13e                                |
| 154                                | Ilse Pluimers (NED)                | 64e                                |
| 155                                | Anya Louw (AUS)                    | 60e                                |
| 156                                | Maud Rijnbeek (NED)                | 59e                                |

| Lifeplus Wahoo DRP | Lifeplus Wahoo DRP     | Lifeplus Wahoo DRP |
| ------------------ | ---------------------- | ------------------ |
| Num                | Coureuse               | Pos                |
| 161                | Natalie Grinczer (GBR) | 37e                |
| 162                | Eluned King (GBR)      | AB-2               |
| 163                | Kate Richardson (GBR)  | 84e                |
| 164                | Kaja Rysz (POL)        | NP-3               |
| 165                | Karin Söderqvist (SWE) | NP-2               |
| 166                | Ella Wyllie (NZL)      | 17e                |

| Coop-Hitec Products HPU | Coop-Hitec Products HPU       | Coop-Hitec Products HPU |
| ----------------------- | ----------------------------- | ----------------------- |
| Num                     | Coureuse                      | Pos                     |
| 171                     | Sigrid Ytterhus Haugset (NOR) | 32e                     |
| 172                     | Tiril Jørgensen (NOR)         | 58e                     |
| 173                     | Magdalene Lind (NOR)          | 83e                     |
| 174                     | Mari Hole Mohr (NOR)          | NP-3                    |
| 175                     | Josie Nelson (GBR)            | 62e                     |
| 176                     | Sylvie Swinkels (NED)         | 85e                     |

| Danemark DEN | Danemark DEN                | Danemark DEN |
| ------------ | --------------------------- | ------------ |
| Num          | Coureuse                    | Pos          |
| 181          | Trine Andersen              | 87e          |
| 182          | Marita Jensen               | 81e          |
| 183          | Marie-Louise Hartz Krogager | 92e          |
| 184          | Christina Bragh Lorenzen    | 91e          |
| 185          | Julie Maribo                | AB-5         |
| 186          | Mia Sofie Rützou            | 93e          |

| FDJ-Suez FST | FDJ-Suez FST                | FDJ-Suez FST |
| ------------ | --------------------------- | ------------ |
| Num          | Coureuse                    | Pos          |
| 1            | Cecilie Uttrup Ludwig (DEN) | 2e           |
| 2            | Eugénie Duval (FRA)         | 61e          |
| 3            | Emilia Fahlin (SWE) (route) | 68e          |
| 4            | Maëlle Grossetête (FRA)     | 52e          |
| 5            | Vittoria Guazzini (ITA)     | AB-3         |
| 6            | Grace Brown (AUS) (chrono)  | 5e           |

| Uno-X Pro Cycling Team UXT | Uno-X Pro Cycling Team UXT    | Uno-X Pro Cycling Team UXT |
| -------------------------- | ----------------------------- | -------------------------- |
| Num                        | Coureuse                      | Pos                        |
| 11                         | Elinor Barker (GBR)           | 48e                        |
| 12                         | Rebecca Koerner (DEN) (route) | 82e                        |
| 13                         | Anouska Koster (NED)          | 23e                        |
| 14                         | Hannah Ludwig (GER)           | 30e                        |
| 15                         | Wilma Olausson (SWE)          | 73e                        |
| 16                         | Amalie Lutro (NOR)            | 78e                        |

| Movistar Team MOV | Movistar Team MOV             | Movistar Team MOV |
| ----------------- | ----------------------------- | ----------------- |
| Num               | Coureuse                      | Pos               |
| 21                | Annemiek van Vleuten (NED)    | 1re               |
| 22                | Katrine Aalerud (NOR)         | AB-2              |
| 23                | Emma Norsgaard (DEN) (chrono) | 43e               |
| 24                | Liane Lippert (GER) (route)   | 4e                |
| 25                | Sarah Gigante (AUS)           | 79e               |
| 26                | Arlenis Sierra (CUB)          | 24e               |

| Team Jumbo-Visma TJV | Team Jumbo-Visma TJV      | Team Jumbo-Visma TJV |
| -------------------- | ------------------------- | -------------------- |
| Num                  | Coureuse                  | Pos                  |
| 31                   | Teuntje Beekhuis (NED)    | 80e                  |
| 32                   | Kim Cadzow (NZL)          | 21e                  |
| 33                   | Amber Kraak (NED)         | 3e                   |
| 34                   | Carlijn Achtereekte (NED) | 71e                  |
| 35                   | Maud Oudeman (NED)        | 41e                  |
| 36                   | Nienke Veenhoven (NED)    | AB-3                 |

| SD Worx SDW | SD Worx SDW                     | SD Worx SDW |
| ----------- | ------------------------------- | ----------- |
| Num         | Coureuse                        | Pos         |
| 41          | Lorena Wiebes (NED) (route)     | 40e         |
| 42          | Barbara Guarischi (ITA)         | 76e         |
| 43          | Christine Majerus (LUX) (route) | 45e         |
| 44          | Femke Markus (NED)              | 74e         |
| 45          | Niamh Fisher-Black (NZL)        | 15e         |
| 46          | Lonneke Uneken (NED)            | 89e         |

| Canyon-SRAM Racing CSR | Canyon-SRAM Racing CSR                  | Canyon-SRAM Racing CSR |
| ---------------------- | --------------------------------------- | ---------------------- |
| Num                    | Coureuse                                | Pos                    |
| 51                     | Ricarda Bauernfeind (GER)               | 7e                     |
| 52                     | Elise Chabbey (SUI)                     | 16e                    |
| 53                     | Agnieszka Skalniak-Sójka (POL) (chrono) | AB-3                   |
| 54                     | Soraya Paladin (ITA)                    | NP-3                   |
| 55                     | Sarah Roy (AUS)                         | 69e                    |
| 56                     | Maike van der Duin (NED)                | 70e                    |

| EF Education-TIBCO-SVB TIB | EF Education-TIBCO-SVB TIB    | EF Education-TIBCO-SVB TIB |
| -------------------------- | ----------------------------- | -------------------------- |
| Num                        | Coureuse                      | Pos                        |
| 61                         | Zoe Bäckstedt (GBR)           | 66e                        |
| 62                         | Femke Beuling (NED)           | 94e                        |
| 63                         | Kristabel Doebel-Hickok (USA) | 55e                        |
| 64                         | Clara Honsinger (USA)         | AB                         |
| 65                         | Letizia Borghesi (ITA)        | 35e                        |
| 66                         | Emma Langley (USA)            | AB-1                       |

| Fenix-Deceuninck FED | Fenix-Deceuninck FED       | Fenix-Deceuninck FED |
| -------------------- | -------------------------- | -------------------- |
| Num                  | Coureuse                   | Pos                  |
| 71                   | Yara Kastelijn (NED)       | 10e                  |
| 72                   | Greta Marturano (ITA)      | AB                   |
| 73                   | Carina Schrempf (AUT)      | 14e                  |
| 75                   | Inge van der Heijden (NED) | 22e                  |
| 76                   | Annemarie Worst (NED)      | AB-2                 |

| Human Powered Health HPW | Human Powered Health HPW  | Human Powered Health HPW |
| ------------------------ | ------------------------- | ------------------------ |
| Num                      | Coureuse                  | Pos                      |
| 81                       | Alice Barnes (GBR)        | 88e                      |
| 82                       | Nina Buysman (NED)        | 31e                      |
| 83                       | Audrey Cordon-Ragot (FRA) | 54e                      |
| 84                       | Barbara Malcotti (ITA)    | 34e                      |
| 85                       | Daria Pikulik (POL)       | 72e                      |
| 86                       | Lily Williams (USA)       | 67e                      |

| Israel-Premier Tech Roland CGS | Israel-Premier Tech Roland CGS   | Israel-Premier Tech Roland CGS |
| ------------------------------ | -------------------------------- | ------------------------------ |
| Num                            | Coureuse                         | Pos                            |
| 91                             | Maggie Coles-Lyster (CAN)        | 63e                            |
| 92                             | Tamara Dronova (route et chrono) | 12e                            |
| 93                             | Nathalie Eklund (SWE)            | AB                             |
| 94                             | Elena Hartmann (SUI) (chrono)    | 44e                            |
| 95                             | Elizabeth Stannard (AUS)         | 46e                            |
| 96                             | Claire Steels (GBR)              | 11e                            |

| Lidl-Trek LTK | Lidl-Trek LTK                | Lidl-Trek LTK |
| ------------- | ---------------------------- | ------------- |
| Num           | Coureuse                     | Pos           |
| 101           | Elisa Balsamo (ITA)          | 49e           |
| 102           | Brodie Chapman (AUS) (route) | 42e           |
| 103           | Lizzie Deignan (GBR)         | 33e           |
| 104           | Lauretta Hanson (AUS)        | 39e           |
| 105           | Ilaria Sanguineti (ITA)      | 75e           |
| 106           | Amanda Spratt (AUS)          | NP-4          |

| Liv Racing TeqFind LIV | Liv Racing TeqFind LIV   | Liv Racing TeqFind LIV |
| ---------------------- | ------------------------ | ---------------------- |
| Num                    | Coureuse                 | Pos                    |
| 111                    | Caroline Andersson (SWE) | 18e                    |
| 112                    | Valerie Demey (BEL)      | 36e                    |
| 113                    | Marta Jaskulska (POL)    | 28e                    |
| 114                    | Tereza Neumanová (CZE)   | 77e                    |
| 115                    | Katia Ragusa (ITA)       | 86e                    |
| 116                    | Silke Smulders (NED)     | 47e                    |

| Team dsm-firmenich DSM | Team dsm-firmenich DSM    | Team dsm-firmenich DSM |
| ---------------------- | ------------------------- | ---------------------- |
| Num                    | Coureuse                  | Pos                    |
| 121                    | Megan Jastrab (USA)       | 51e                    |
| 122                    | Franziska Koch (GER)      | 65e                    |
| 123                    | Esmée Peperkamp (NED)     | 19e                    |
| 124                    | Églantine Rayer (FRA)     | 9e                     |
| 125                    | Becky Storrie (GBR)       | 20e                    |
| 126                    | Anna van der Meiden (NED) | 90e                    |

| Team Jayco AlUla BEX | Team Jayco AlUla BEX        | Team Jayco AlUla BEX |
| -------------------- | --------------------------- | -------------------- |
| Num                  | Coureuse                    | Pos                  |
| 131                  | Ingvild Gåskjenn (NOR)      | 27e                  |
| 132                  | Amber Pate (AUS)            | 50e                  |
| 133                  | Nina Kessler (NED)          | AB                   |
| 134                  | Ruby Roseman-Gannon (AUS)   | 26e                  |
| 135                  | Ane Santesteban (ESP)       | AB                   |
| 136                  | Urška Žigart (SLO) (chrono) | 38e                  |

| UAE Team ADQ UAD | UAE Team ADQ UAD          | UAE Team ADQ UAD |
| ---------------- | ------------------------- | ---------------- |
| Num              | Coureuse                  | Pos              |
| 141              | Alena Amialiusik (BLR)    | 29e              |
| 142              | Olivia Baril (CAN)        | 6e               |
| 143              | Sofia Bertizzolo (ITA)    | 53e              |
| 144              | Eugenia Bujak (SLO)       | NP-4             |
| 145              | Eleonora Gasparrini (ITA) | 56e              |
| 146              | Alena Ivanchenko (RUS)    | 8e               |

| AG Insurance-Soudal Quick-Step AGS | AG Insurance-Soudal Quick-Step AGS | AG Insurance-Soudal Quick-Step AGS |
| ---------------------------------- | ---------------------------------- | ---------------------------------- |
| Num                                | Coureuse                           | Pos                                |
| 151                                | Maaike Boogaard (NED)              | 57e                                |
| 152                                | Julia Borgström (SWE)              | 25e                                |
| 153                                | Ashleigh Moolman (RSA)             | 13e                                |
| 154                                | Ilse Pluimers (NED)                | 64e                                |
| 155                                | Anya Louw (AUS)                    | 60e                                |
| 156                                | Maud Rijnbeek (NED)                | 59e                                |

| Lifeplus Wahoo DRP | Lifeplus Wahoo DRP     | Lifeplus Wahoo DRP |
| ------------------ | ---------------------- | ------------------ |
| Num                | Coureuse               | Pos                |
| 161                | Natalie Grinczer (GBR) | 37e                |
| 162                | Eluned King (GBR)      | AB-2               |
| 163                | Kate Richardson (GBR)  | 84e                |
| 164                | Kaja Rysz (POL)        | NP-3               |
| 165                | Karin Söderqvist (SWE) | NP-2               |
| 166                | Ella Wyllie (NZL)      | 17e                |

| Coop-Hitec Products HPU | Coop-Hitec Products HPU       | Coop-Hitec Products HPU |
| ----------------------- | ----------------------------- | ----------------------- |
| Num                     | Coureuse                      | Pos                     |
| 171                     | Sigrid Ytterhus Haugset (NOR) | 32e                     |
| 172                     | Tiril Jørgensen (NOR)         | 58e                     |
| 173                     | Magdalene Lind (NOR)          | 83e                     |
| 174                     | Mari Hole Mohr (NOR)          | NP-3                    |
| 175                     | Josie Nelson (GBR)            | 62e                     |
| 176                     | Sylvie Swinkels (NED)         | 85e                     |

| Danemark DEN | Danemark DEN                | Danemark DEN |
| ------------ | --------------------------- | ------------ |
| Num          | Coureuse                    | Pos          |
| 181          | Trine Andersen              | 87e          |
| 182          | Marita Jensen               | 81e          |
| 183          | Marie-Louise Hartz Krogager | 92e          |
| 184          | Christina Bragh Lorenzen    | 91e          |
| 185          | Julie Maribo                | AB-5         |
| 186          | Mia Sofie Rützou            | 93e          |